# (13678) Shimada
(13678) Shimada est un astéroïde de la ceinture principale.

## Description
(13678) Shimada est un astéroïde de la ceinture principale. Il fut découvert le 6 juillet 1997 à Nanyo par Tomimaru Okuni. Il présente une orbite caractérisée par un demi-grand axe de 2,81 UA, une excentricité de 0,18 et une inclinaison de 13,9° par rapport à l'écliptique.

## Compléments